# Мино Пържолов
Димитър Г. Пържолов, известен като Мино, Мито Пържолов или Пържолев, е български революционер, деец на Вътрешната македоно-одринска революционна организация и на Вътрешната македонска революционна организация.

## Биография
Роден е в гумендженското село Баровица, тогава в Османската империя, днес Кастанери, Гърция. Получава основно образование. Влиза във ВМОРО през 1905 след като убива двама турци и до 1908 година е четник на Ичко Димитров. След Младотурската революция в 1908 година се легализира, но след началото на обезоръжителната акция на младотурците от 1910 година емигрира в Буенос Айрес, Аржентина. Оттам влиза във връзка с Ичко Димитров, за да се завърне и да поднови революционната си дейност като десетар в четата на Ичко през 1911 година.
При избухването на Балканската война в 1912 година е доброволец в Македоно-одринското опълчение и се сражава в Първа отделна партизанска рота и в Трета рота на Четиринадесета воденска дружина. През Междусъюзническата война в 1913 година е в Сборната партизанска рота. Попада в гръцки плен.
Участва във Валандовската акция. По време на Първата световна война е началник на група от партизански отряд, действащ в тила на противника.
След войната участва във възстановяването на революционната организация. В 1920 година е ениджевардарски войвода.
След убийството на Александър Протогеров през 1928 година е на страната на Иван Михайлов. Убит е на 30 януари 1933 година от протогеровисти. Според Иван Михайлов физическият убиец е комунистът Иван Д. Трайков-Пожарникарчето, брат на Тома Трайков.
Кирил Пърличев пише за него: 
| „ | Мино Пържолев - терорист, брат на разбойника Пържолев, убит покрай Свети Врач, той е отвлякъл от къщата му Милан Иванов, отпосле умъртвен. | “ |